# 코리브리컨만

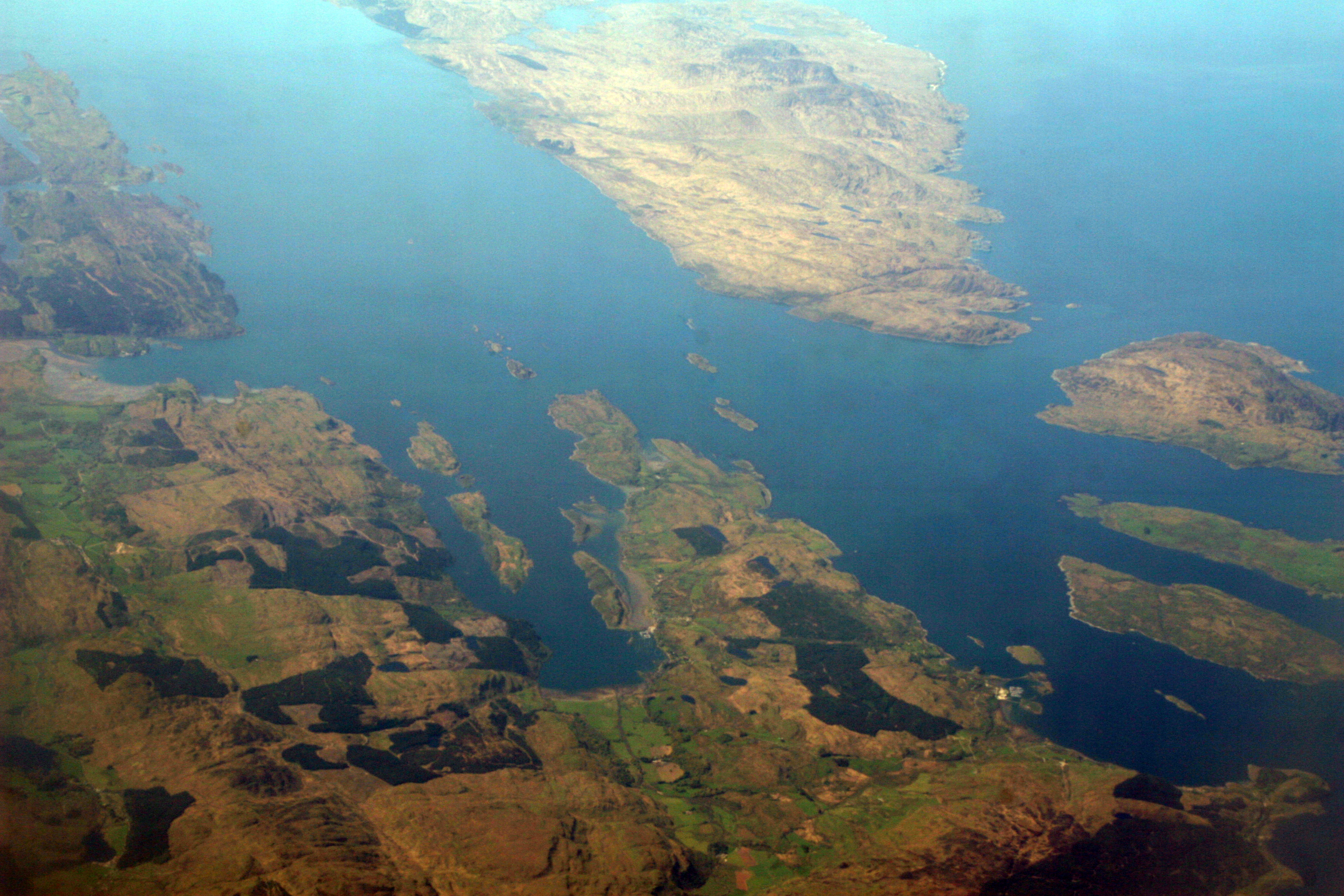

코리브리컨 만(The Gulf of Corryvreckan) 또는 코리브리컨 해협(Strait of Corryvreckan)은 스코틀랜드의 서부에 있는 아가일 뷰트의 쥬라(Jura, Scotland)와 스카르바(Scarba) 사이에 있는 좁은 해협이다.

## 어원
스코틀랜드 게일어로 Coire Bhreacain은 "반점무늬를 가진 바다의 가마솥" 혹은 "격자무늬 천의 가마솥"이라는 의미를 가진다.